# James Ennis
James Alfred Ennis III (ur. 1 lipca 1990 w Ventura) – amerykański koszykarz, występujący na pozycji skrzydłowego.
10 listopada 2015 Miami Heat wymieniło go do Memphis Grizzlies wraz z Mario Chalmersem w zamian za Beno Udriha i Jarnella Stokesa. 2 marca 2016, po rozegraniu 10 spotkań został zwolniony przez Grizzlies. 6 marca trafił do zespołu D-League – Iowa Energy. 30 marca podpisał 10-dniowy kontrakt z New Orleans Pelicans.
13 lipca 2016 podpisał 2-letni, wart sześć milionów dolarów, kontrakt z Memphis Grizzlies.
8 lutego 2018 Grizzlies wytransferowali go do Detroit Pistons w zamian za Brice'a Johnsona oraz wybór II rundy draftu 2022. 13 lipca 2018 został zawodnikiem Houston Rockets.
7 lutego 2019 trafił do Philadelphia 76ers. 6 lutego 2020 trafił do Orlando Magic. 18 grudnia 2021 podpisał 10-dniowy kontrakt z Brooklyn Nets. 29 grudnia 2021 zawarł 10-dniową umowę z Los Angeles Clippers. 10 stycznia 2022 dołączył do Denver Nuggets na 10 dni. Po wygaśnięciu kontraktu opuścił klub.

## Osiągnięcia
Stan na 22 stycznia 2022, na podstawie, o ile nie zaznaczono inaczej.
NCAA
- Uczestnik:
  - turnieju NCAA (2012)
  - meczu gwiazd NCAA – Reese's College All-Star Game (2013)
  - konkursu wsadów NCAA (2013)[16]
- Mistrz:
  - turnieju konferencji Big West (2012)
  - sezonu regularnego konferencji Big West (2012, 2013)
- Zawodnik roku konferencji Big West (2013)[17]
- Zaliczony do:
  - I składu:
    - Big West (2013)
    - turnieju Big West (2012)

  - składu All-Big West Honorable Mention (2012)

Pro
- Mistrz Australii (NBL – 2014)
- Zawodnik Roku NBL (2014)
- Zaliczony do I składu NBL (2014)

NBA
- Zaliczony o składu Honorable Mention podczas rozgrywek ligi letniej NBA w Orlando (2013)